# Kasteel Gagelbosch
Het Kasteel Gagelbosch was een kasteelachtig herenhuis dat gelegen was op een dekzandrug tussen het dal van de Gender en de Dommel. Het was enkele honderden meters ten zuidoosten van Kasteel Blaarthem gelegen.
Kasteel Gagelbosch had geen militaire functie, maar grachten en een kasteelachtig uiterlijk verhoogden de status van de bezitter.
De oudst bekende vermelding van Kasteel Gagelbosch, toen nog Gagelbroeck genaamd, is uit 1606. Het is niet bekend waarom en wanneer het gebouwd is.

## Bewoners van het kasteel
In 1606 was het kasteel in bezit van Anthony Berewout en Juliana Berewout. Hun dochter Johanna trouwde met Roelof van Eijck, een verwant van de heren van Blaarthem, die zetelden op het naburige kasteel Blaarthem. Roelof stierf in 1640.
Vervolgens kwam Gagelbosch aan hun zoon Anthony van Eijck, die leefde van 1615-1652.
Na de dood van Anthony erfde zijn halfbroer Cornelis van Eijck het huis. Deze leefde van 1624-1696en was getrouwd met Anna Hester Steydlin. Tijdens de veldtochten van de Fransen verliet hij het huis van 1672-1679 en woonde toen waarschijnlijk in Duitsland, daar hij vermoedelijk ook overste-wachtmeester van de Bisschop van Osnabrück was.
Vanaf 1696 was het huis in bezit van Floris Cornelis van Eijck, die stierf in 1741 en de laatste Van Eijck was in de mannelijke lijn. In 1711 kregen Beatrix Maria van Eijck en haar man Johan Theodoor van Gulpen, maar ook hun kinderen Johanna Helena van Gulpen en Isabella Maria van Gulpen, alsook de zoon van haar zuster Postulina van Eijck, die Floris Andreas de Pollaert heette, Gagelbosch toebedeeld.
Het huis was echter sinds 1696 niet meer bewoond geweest, en daarom vervallen. Daarom gaven de erfgenamen in 1718 opdracht tot sloop. De materialen waren voor de slopers. De grond daer het Hoogh Adelyck Huys opgestaen heeft werd, samen met het neerhuis, verkocht.

## Het landgoed na de sloop
Ondanks de sloop van het kasteel was er nog een aanzienlijk bezit, waarop een boerderij met stal en schuur, een bakhuis, erf, grachten, tuin en boomgaard, visvijvers, dreven, en landbouwgrond. De hoeve had een L-vormige plattegrond, wat in Noord-Brabant niet vaak voorkomt. Het landgoed werd diverse malen verkocht en kwam uiteindelijk in 1889 in handen van de Meerveldhovense industrieel Johan Cornelis van Nunen. Zijn kinderen verkochten de hoeve in 1909 aan Anton Philips, die het in 1919 weer verkocht. Uiteindelijk kwam de hoeve in 1956 aan de gemeente Eindhoven. Hoewel er veel verzet was tegen de sloop van de oude hoeve, wat resulteerde in een handtekeningenactie in 1967, werd in 1968 ook de hoeve gesloopt, waarna in 1973 met de bouw van het bejaardencentrum Gagelbosch werd begonnen.

## Acheologisch onderzoek
1968-1971: van 25 augustus 1968 tot juni 1971 hebben opgravingen plaatsgevonden op het terrein van het voormalige kasteel door amateurarcheoloog G.P. van den Berg. De ligging van het kasteel was op te maken uit een aantal langwerpige inzinkingen in de bodem, waar de grachten zich hebben bevonden. Door vrijwilligers werden sleuven gegraven. Er zijn muurresten aangetroffen, een bakstenen waterput, aardewerkscherven en allerlei voorwerpen. De meeste voorwerpen stamden uit de 17e eeuw. Er werden afvalkuilen en een tonput aangetroffen. Deze waren ouder dan het kasteel, want ze dateerden uit de eerste helft van de 16e eeuw. De belangrijkste vondsten betroffen een ivoren haarkam uit de 17e eeuw en een grote slijpsteen van kwartsiet. Er was steengoed en aardewerk uit Raeren, Siegburg en het Westerwald. Van de ijzeren voorwerpen was een ijzeren stijgbeugel van groot belang.
Overigens werden ook scherven uit vroegere perioden gevonden, die geen verband hielden met het kasteel, waaronder Badorf-potten die uit de Karolingische tijd stamden (750-900). Verder zijn er sporen van 13e-eeuwse bewoning gevonden, die uiteraard geen relatie met het kasteel hebben. Dit betrof scherven van aardewerk uit Elmpt.
In de afvalputten zijn voorwerpen gevonden die dateren van 1500-1550, dus van voordat het kasteel werd gebouwd. Deze wijzen op welgestelde gebruikers. Een bijzonder voorwerp was een braadspit met een vetvanger van aardewerk. Er werd ook een fragment van een uilenbeker gevonden.
2005: In de zomer van 2005 wordt er een proefsleuf gegraven bij de oprit naar het bejaardencentrum door het Archeologisch Centrum Eindhoven onder leiding van de Eindhovense stadsarcheoloog Nico Arts.
'2008: 4 maart - midden augustus 2008: grootschalige opgraving door het Archeologisch Centrum Eindhoven onder leiding van de Eindhovense stadsarcheoloog Nico Arts na de sloop van het bejaardencentrum Gagelbosch (augustus 2007- maart 2008).

## Externe bron
- Nico Arts e.a. (red.):De Kastelen Blaarthem en Gagelbosch bij Eindhoven, 1996. Eindhoven: Archeologische Werkgroep Eindhoven. ISBN 90-75767-02-1